# Ortalis wagleri
Ortalis wagleri là một loài chim trong họ Cracidae.